# Due Date
Due Date (Salidos de cuentas en España y Todo un parto en Hispanoamérica) es una película de comedia estadounidense estrenada el 5 de noviembre de 2010, dirigida por Todd Phillips y escrita por Alan R. Cohen y Alan Freedland. Protagonizada por Robert Downey Jr. y Zach Galifianakis.

## Argumento
Peter Highman (Robert Downey Jr.), un exitoso arquitecto, volará a casa desde Atlanta a Los Ángeles para estar con su esposa Sarah (Michelle Monaghan), que está a punto de dar a luz. En el camino al aeropuerto, tiene un encuentro casual con Ethan Tremblay (Zach Galifianakis (oso grisli)) y su perro Sony, quien irá a Los Ángeles para ser actor y planea esparcir las cenizas de su padre recientemente fallecido en el Gran Cañón. Cuando Ethan usa mal las palabras "terrorista" y "bomba" mientras habla con Peter, ambos son escoltados fuera del avión. Esta es solo la primera de una serie de desventuras causadas por el Ethan drásticamente disfuncional. Peter, ahora en la Lista de No Volar y sin su billetera, acepta conducir con Ethan a Los Ángeles.
Ethan se detiene para comprar marihuana, y Peter descubre que casi no tienen dinero. Como Peter no tiene identificación, consigue que su esposa envíe el dinero a Ethan, pero descubre que Ethan tenía el dinero transferido a su nombre artístico en lugar de su nombre legal. Cuando el empleado de Western Union (Danny McBride) se niega a aceptar el "nombre artístico de I.D." de Ethan lleva a un altercado violento.
Después de una noche en una parada de descanso, Peter decide irse y abandonar a Ethan, pero se da cuenta de que se ha olvidado de descargar las cenizas del padre de Ethan cuando se fue. Esto hace que luche con su conciencia, antes de decidir regresar. Ethan se hace cargo del trabajo del conductor para que Peter pueda descansar después de una noche de insomnio, pero se queda dormido al volante y choca el auto. Peter llama a su amigo, Darryl (Jamie Foxx), para pedir ayuda y decide separarse de Ethan, pero Darryl convence a Peter de lo contrario. Llegan a la casa de Darryl para descansar. Durante su conversación, Ethan descubre indicios de que Sarah pudo haber sido infiel, lo que provocó que Peter cuestionara el embarazo oportuno de Sarah. Darryl los tira a los dos después de beber por error algunas de las cenizas del padre de Ethan, que se almacenaron en una lata de café.
Cuando Darryl les permite usar su Range Rover para hacer el resto del viaje, Ethan conduce por error a la frontera México-Estados Unidos. A pesar de asegurarle a Peter que manejará la situación, Ethan huye y Peter es arrestado por posesión de marihuana. La policía federal mexicana encierra a Peter, pero Ethan roba un camión y lo libera, causando varios accidentes automovilísticos en el proceso.
Peter decide detenerse en el Gran Cañón para buscar a Ethan, quien finalmente esparce las cenizas de su padre. Peter luego confiesa que intentó dejar a Ethan en el área de descanso. Ethan hace una confesión propia: ha tenido la billetera y la identificación de Peter todo el tiempo. Peter aparentemente lo perdona pero luego ataca a Ethan con ira, pero es interrumpido por una llamada de Sarah, que acaba de ponerse de parto. Peter y Ethan se van a California. Ethan encuentra una pistola en el camión y accidentalmente le dispara a Peter. Al llegar al hospital donde Sarah está de parto, Peter se desmaya por la pérdida de sangre.
Sarah entrega al bebé de manera segura, y Peter expresa su incomodidad por el hecho de que su nueva hija se llamara Rosie Highman. Ethan se va mientras le dice a Peter que lo llame. Al final, Ethan protagoniza un episodio de su programa de televisión favorito, Two and a Half Men con Peter y Sarah mirándolo en la cama con su hija.

## Reparto
- Robert Downey Jr.  como  Peter Highman.
- Zach Galifianakis  como  Ethan Tremblay / Ethan Chase.
- Michelle Monaghan  como  Sarah Highman.
- Jamie Foxx como Darryl Johnson.
- Juliette Lewis como Heidi.
- RZA
- Danny McBride como Lonnie.
- Todd Phillips como Barry.
- Matt Walsh como agente de TSA.
- Mimi Kennedy como la madre de Sarah.
- Charlie Sheen como Charles Francis "Charlie" Harper (cameo).
- Jon Cryer como Alan Jerome Harper (cameo).

Angus T. Jones estaba en la escena de "Dos hombres y medio" como Jake Harper, pero la escena se interrumpió y su cameo no se mostró en la ejecución original. Alan Arkin filmó escenas como el padre perdido de Peter, pero no se dejaron en el corte final de la película.

### Banda sonora
Due Date (Original Motion Picture Soundtrack) fue lanzado el 2 de noviembre de 2010 por WaterTower Music.

### Lista de canciones
La banda sonora incluye: 

| N.º | Título                                                 | Artista          | Duración |  |
| 1.  | «Hold On, I'm Comin'»                                  | Sam & Dave       | 2:31     |  |
| 2.  | «New Moon Rising»                                      | Wolfmother       | 3:47     |  |
| 3.  | «Is There a Ghost»                                     | Band of Horses   | 2:59     |  |
| 4.  | «People Are Crazy»                                     | Billy Currington | 3:51     |  |
| 5.  | «White Room»                                           | Cream            | 4:58     |  |
| 6.  | «This Is Why I'm Hot»                                  | MIMS             | 4:17     |  |
| 7.  | «Sweet Jane»                                           | Cowboy Junkies   | 3:35     |  |
| 8.  | «Amazing Grace»                                        | Rod Stewart      | 2:02     |  |
| 9.  | «Check Ya Self 2010» (feat. Chuck D with Lisa Kekaula) | Ice Cube         | 3:25     |  |
| 10. | «Glaucoma»                                             | Christophe Beck  | 2:13     |  |
| 11. | «A Good Sign»                                          | Christophe Beck  | 1:36     |  |
| 12. | «Ethan's Theme»                                        | Christophe Beck  | 1:19     |  |

### Canciones Adicionales
- Closing Time – Danny McBride
- Mykonos – Fleet Foxes
- Old Man (Live at Massey Hall) – Neil Young
- Hey You – Pink Floyd
- Theme from Two and a Half Men

## Marketing
El primer tráiler fue lanzado en los Estados Unidos el 14 de julio de 2010, antes del estreno de Inception y The Other Guys. Internacionalmente el tráiler fue lanzado el 2 de septiembre de 2010.

## Recepción
Due Date recibió críticas mixtas. Rotten Tomatoes da a la película una puntuación de 40% "rotten", o una calificación de 5,6 sobre 10, sobre la base de 120 comentarios. «El consenso es, descaradamente derivado y solo esporádicamente divertido, Due Date no esta a la altura de las posibilidades sugeridas por su director y con el talento y de las estrellas que coinciden.» Metacritic le da a la película una "mixta o media" puntuación de 52%, sobre la base de las opiniones de 36 críticos